# Bad Blood (album de Bastille)
Pour les articles homonymes, voir Bad Blood.
Albums de Bastille
Wild World
(9 septembre 2016)
Singles
1. Overjoyed
Sortie : 27 avril 2012
2. Bad Blood
Sortie : 19 aout 2012
3. Flaws
Sortie : 21 octobre 2012
4. Pompeii
Sortie : 11 janvier 2013
5. Laura Palmer
Sortie : 3 juin 2013
6. Things We Lost In The Fire
Sortie : 23 aout 2013
7. Of The Night
Sortie : 11 octobre 2013
8. Oblivion
Sortie : 8 septembre 2014

Bad Blood est le premier album studio du groupe de rock alternatif anglais Bastille.

## Liste des pistes

### Bad Blood
| 1.  | Pompeii                    | 3:34 |
| 2.  | Things We Lost in the Fire | 4:01 |
| 3.  | Bad Blood                  | 3:33 |
| 4.  | Overjoyed                  | 3:26 |
| 5.  | These Streets              | 2:55 |
| 6.  | Weight of Living, Pt. II   | 2:55 |
| 7.  | Icarus                     | 3:45 |
| 8.  | Oblivion                   | 3:16 |
| 9.  | Flaws                      | 3:38 |
| 10. | Daniel in the Den          | 3:09 |
| 11. | Laura Palmer               | 3:06 |
| 12. | Get Home                   | 3:08 |

### Édition sur trois disquesAll This Bad Blood
Disque 1 : Bad Blood (cf. liste des pistes ci-dessus)
| 1. | Poet                    | 2:44 |
| 2. | The Silence             | 3:51 |
| 3. | Haunt (Demo)            | 2.53 |
| 4. | Weight of Living, Pt. I | 3:26 |
| 5. | Sleepsong               | 3:40 |
| 6. | Durban Skies            | 4:11 |
| 7. | Laughter Lines          | 4:04 |

| 8.  | Previously on Other People's Heartache... | 1:06 |
| 9.  | Of the Night (Rhythm Is a Dancer / The Rhythm of the Night - Thea Austin, Benito Benites, Francesco Bontempi, Michael Gaffey, Pete Glenister, Annehley Gordon, John Garrett III, Giorgio Spagna.) | 3:34 |
| 10. | The Draw | 3:14 |
| 11. | What Would You Do? (reprise de City High - Robby Pardlo, Ryan Toby.) | 3:03 |
| 12. | Skulls | 4:11 |
| 13. | Tuning Out... | 2:36 |